# Anéza
Anéza är en ort i Grekland.   Den ligger i prefekturen Nomós Ártas och regionen Epirus, i den centrala delen av landet, 270 km nordväst om huvudstaden Aten. Anéza ligger 4 meter över havet och antalet invånare är 1 197.
Terrängen runt Anéza är platt söderut, men norrut är den kuperad. Runt Anéza är det ganska glesbefolkat, med 39 invånare per kvadratkilometer. Närmaste större samhälle är Arta, 9,8 km nordost om Anéza. Trakten runt Anéza består till största delen av jordbruksmark.